# 鍋屋横丁

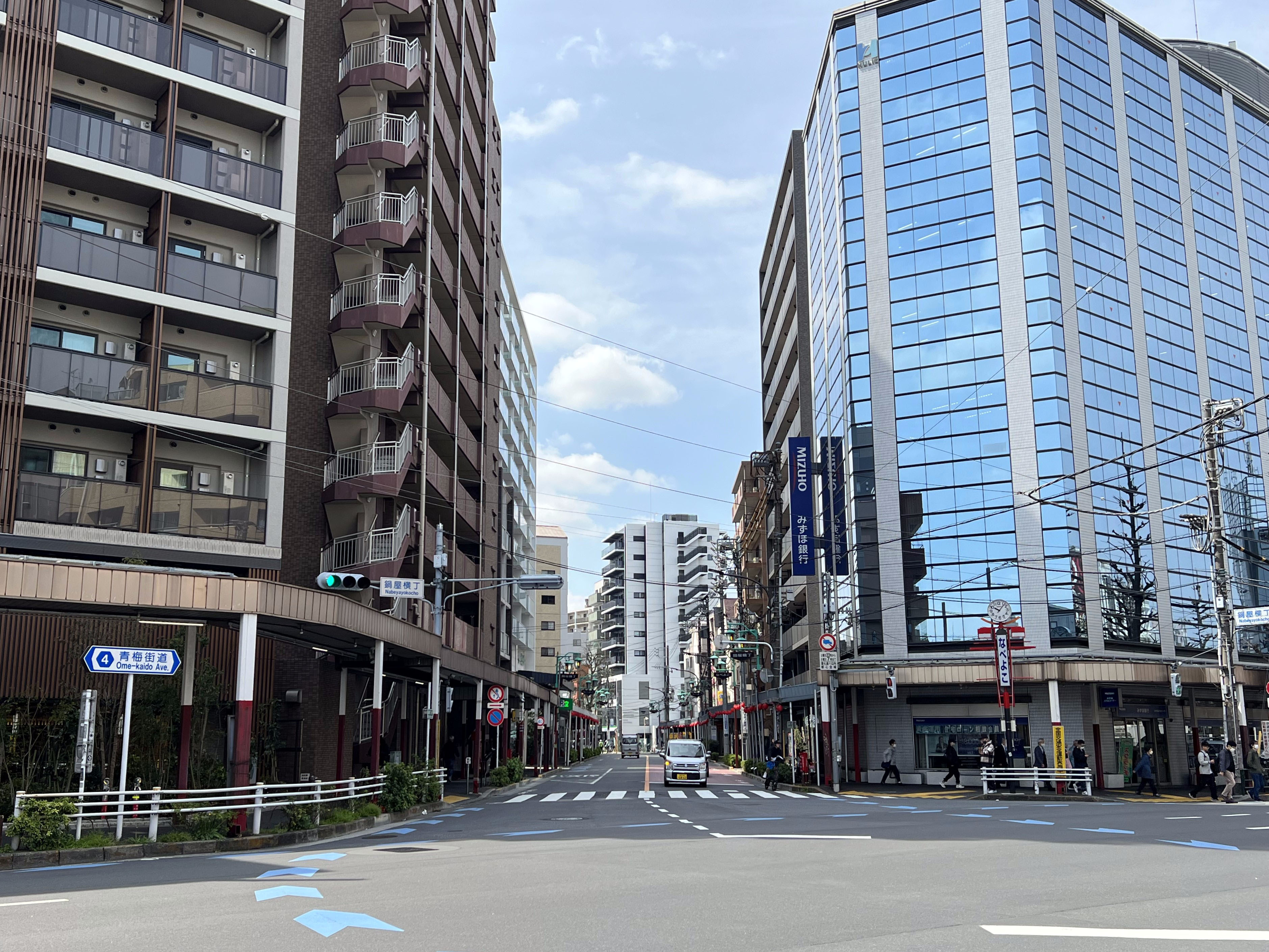
鍋屋横丁交差点

鍋屋横丁（なべやよこちょう）は、東京都中野区の本町（4丁目）・中央（3・4丁目地域境）を南北に走る横丁・商店街。鍋横（なべよこ）という通称で親しまれており、本町・中央一帯を指す地区名としても用いられている。
「鍋屋横丁交差点」で青梅街道（本町通）と交差しており、近くには東京メトロ丸ノ内線新中野駅がある。新宿から近い立地ながら比較的、賃貸の価格は安めでもある。
江戸時代前期に現在の杉並区堀ノ内にある妙法寺に向かう参拝道（参道）として栄えた。江戸から青梅街道を経由して妙法寺に向かう際、現在の鍋屋横丁交差点を左折することになるが、その目印となったのが「鍋屋」という名の茶店であったことから、「鍋屋の横丁」とこの名がついた。
明治時代以後も中野駅と青梅街道を結ぶ通りとして栄えたが、地下鉄開通とこれに伴う都電杉並線の廃止に伴い、やや衰微したものの、現在でも同区を代表する繁華街の一つであり、再開発が進められている。
夏季（8月第一土曜・日曜）には「なべよこ夏まつり」を開催し全域が歩行者天国となり阿波踊り・沖縄エイサー等をメインにした催しで毎年5〜6万人の来場者の賑わいを見せる。
青梅街道沿いに隣接する「鍋横大通商店会」とは異なる商店組合だが、鍋横一帯の商業地区を構成している。

## 文学散歩
- 地下鉄新中野駅は浅田次郎『地下鉄に乗って』の重要スポットである。主人公小沼真次は、1964年東京オリンピックにわきたつ、地下鉄が開通したころの昔の新中野駅構内にタイムスリップする。このようにして30年昔の過去との交錯ストーリーの幕が切って落とされる[2]。